# Águas Claras (Viamão)
Águas Claras é um distrito do município de Viamão, no Rio Grande do Sul . O distrito possui  cerca de 6 700 habitantes e está situado na região leste do município .

## História
Em 1895, por meio de ato administrativo, foram anexados ao distrito de Viamão três novos distritos: Estiva, Itapuã e Lombas. Surgiu então o município de Viamão, que passou a ser constituido por distritos. Com o decorrer das décadas, e em razão de mudanças administrativas, houve algumas modificações na nomenclatura e quantidade de distritos. Na década de 1950, o município era formado por quatro distritos: Viamão, Itapuã, Passo do Feijó e Passo do Sabão.
Em junho de 1962, o então prefeito de Viamão Frederico Dihl, sancionou decreto, que buscava uma nova divisão político admistrativa no município. Foram criados quatro novos distritos: Águas Claras, Passo da Areia, Espigão e Capão da Porteira. Assim surgiu o distrito de Águas Claras na região que até então, correspondia a porção sudeste do distrito de Viamão .

## Loteamentos
Embora seja predominantemente rural, o distrito possui alguns loteamentos em seu perímetro urbano.

### Águas Claras
Águas Claras é o loteamento situado a leste do distrito. A localidade destaca-se na mineração e extração de areia .

### Morro Grande
Morro Grande é o loteamento situado na região leste do distrito, também às margens da RS 040. A dois quilômetros da rodovia ergue-se o Morro Grande, elevação que dá nome a localidade, com 200 metros de altura e 1 500 metros de diâmetro. O morro é constituído predominantemente de granito, rocha largamente extraída no passado para a pavimentação em municípios como Viamão e Cidreira .

## Indústrias
O distrito de Águas Claras abriga uma fábrica da empresa de bebidas AmBev.